# 1925.
◄ | 19. stoljeće | 20. stoljeće | 21. stoljeće | ►
◄ | 1890-ih | 1900-ih | 1910-ih | 1920-ih | 1930-ih | 1940-ih | 1950-ih | ►
◄◄ | ◄ | 1922. | 1923. | 1924. | 1925. | 1926. | 1927. | 1928. | ► | ►►
Arhitektura • Astronomija • Biologija • Film • Fotografija • Glazba • Kazalište • Kemija • Kiparstvo • Knjige • Književnost • Kršćanstvo • Meteorologija • Medicina • Planinarstvo • Politika • Pravo • Promet • Slikarstvo • Strip • Šport • Televizija • Znanost • Zrakoplovstvo • Željeznički promet

## Događaji
- Diljem Kraljevine SHS proslavljena je tisućita obljetnica Hrvatskoga Kraljevstva.
- Na izložbi dekorativne umjetnosti u Parizu nastao je pojam Art Deco, kratica od francuskog izraza art dècoratif (dekorativna umjetnost).

## Rođenja

### Siječanj – ožujak
- 24. siječnja – Maria Tallchief, američka balerina († 2013.)
- 26. siječnja – Paul Newman, američki glumac († 2008.)
- 30. siječnja – Dorothy Malone, američka glumica (†2018.)
- 3. veljače – Mustafa Ćatović, hrvatski stomatolog ( † 1986.)
- 8. veljače – Jack Lemmon, američki filmski glumac († 2001.)
- 18. veljače – George Kennedy, američki filmski glumac († 2016.)
- 20. veljače – Robert Altman, američki redatelj, scenarist i producent († 2006.)
- 21. veljače – Ivo Kalina, hrvatski slikar († 1995.)
- 21. veljače – Zvonimir Ferenčić, hrvatski glumac († 1998.)
- 26. veljače – Vojislav Đurić,  srpski povjesničar umjetnosti († 1996.)
- 30. ožujka – Ivo Malec, hrvatski skladatelj († 2019.)
- 28. ožujka – Inokentij Smoktunovski, ruski glumac († 1994.)

### Travanj – lipanj
- 4. travnja – Dettmar Cramer, njemački nogometaš i nogometni trener († 2015.)
- 18. travnja – Sven Lasta, hrvatski glumac († 1996.)
- 19. travnja – Iwao Takamoto, japansko-američki animator, TV producent i filmski redatelj († 2007.)
- 23. travnja – Brenda Cowling, engleska glumica († 2010.)
- 3. svibnja – Vladimir Devidé, hrvatski matematičar i japanolog († 2010.)
- 3. svibnja – Olivera Marković, srbijanska glumica († 2011.)
- 28. svibnja – Martha Vickers, američka glumica i manekenka († 1971.)
- 3. lipnja – Tony Curtis, američki glumac († 2010.)
- 11. lipnja – Ljubica Mikuličić, hrvatska glumica († 2006.)
- 20. lipnja – Ljubo Kuntarić, hrvatski glazbenik i skladatelj († 2016.)
- 21. lipnja – Maureen Stapleton, američka glumica († 2006.)
- 23. lipnja – Želimir Zagotta, hrvatski arhitekt i scenograf († 2011.)

### Srpanj – rujan
- 6. srpnja – Bill Haley, američki glazbenik, skladatelj († 1981.)
- 28. srpnja – Juan Alberto Schiaffino, urugvajsko-talijanski nogometaš († 2002.)
- 29. srpnja – Mikis Theodorakis, grčki skladatelj
- 14. svibanja – B. B. King, američki blues pjevač († 2015.)
- 22. kolovoza – Miroslav Miletić, hrvatski skladatelj i pijanist
- 8. rujna – Peter Sellers, britanski glumac i komičar († 1980.)
- 17. rujna – Miljenko Prohaska, hrvatski skladatelj, dirigent i aranžer († 2014.)

### Listopad – prosinac
- 5. listopada – Ines Fančović, hrvatska glumica († 2011.)
- 11. listopada – Elmore Leonard, američki književnik i filmski scenarist († 2013.)
- 13. listopada – Margaret Thatcher,  britanska političarka († 2013.)
- 21. listopada – Celia Cruz, kubansko-američka pjevačica († 2003.)
- 29. listopada – Šime Spaventi, hrvatski akademik († 2012.)
- 10. studenoga – Richard Burton, britanski filmski glumac († 1984.)
- 17. studenoga – Rock Hudson, američki glumac († 1985.)
- 20. studenoga – Maja Pliseckaja, ruska balerina († 2015.)
- 21. studenoga – Veljko Kadijević, general armije JNA († 2014.)
- 22. studenoga – Irena Kolesar, hrvatska glumica († 2002.)
- 29. studenoga – Stjepan Babić, hrvatski jezikoslovac († 2021.)
- 8. prosinca – Sammy Davis Jr., američki pjevač, plesač, glumac († 1990.)
- 19. prosinca – Božidar Finka, hrvatski jezikoslovac († 1999.)
- 23. prosinca – Janika Balaž, novosadski tamburaš († 1988.)
- 27. prosinca – Michel Piccoli, francuski glumac
- 28. prosinca – Hildegard Knef, njemačka glumica, pjevačica, pjesnikinja i književnica († 2002.)

### Nepoznat datum rođenja
- Mia Sasso, hrvatska glumica († 2006.)

## Smrti

### Siječanj – ožujak
- 22. siječnja –  Fanny Bullock Workman, američka geografkinja, kartografkinja i istraživačica (* 1859.)
- 11. veljače – Josip Kašman, hrvatski operni pjevač (* 1847.)
- 30. ožujka – Rudolf Steiner, utemeljitelj antropozofije (* 1861. )

### Travanj – lipanj
- 7. travnja – Patrijarh Tihon, patrijarh Ruske pravoslavne Crkve (* 1865.)
- 2. svibnja – Johann Palisa, austrijski astronom (* 1848.)
- 2. svibnja – Antun Branko Šimić, hrvatski pjesnik i esejist (* 1898.)

### Srpanj – rujan
- 26. srpnja – Gottlob Frege, njemački matematičar i fizičar (* 1848.)

### Listopad – prosinac
- 5. listopada – Anna Schäffer, njemačka svetica (* 1882.)
- 5. prosinca – Josip Pazman, hrv. svećenik, ravnatelj Hrv. zavoda sv. Jeronima u Rimu (* 1863.)
- 27. prosinca – Sergej Aleksandrovič Jesenjin, ruski pjesnik (* 1895.)

## Obljetnice i godišnjice
- Tisućita obljetnica Hrvatskoga Kraljevstva

## Nobelova nagrada za 1925. godinu
- Fizika: James Franck i Gustav Ludwig Hertz
- Kemija: Richard Adolf Zsigmondy
- Fiziologija i medicina: nije dodijeljena
- Književnost: George Bernard Shaw
- Mir: Austen Chamberlain i Charles Gates Dawes

## Vanjske poveznice
|  | Zajednički poslužitelj ima još gradiva o temi 1925. |